# NGC 130
NGC 130 ist eine Elliptische Galaxie vom Hubble-Typ E/S0 im  Sternbild Fische auf der Ekliptik. Sie ist schätzungsweise 203 Millionen Lichtjahre von der Milchstraße entfernt und hat einen Durchmesser von etwa 40.000 Lichtjahren. Die Galaxie gilt als Mitglied der NGC 128-Gruppe.
Im selben Himmelsareal befinden sich unter anderem die Galaxien IC 17, PGC 1822, PGC 212533, PGC 1243297.
Das Objekt wurde am 4. November 1850 von dem irischen Astronomen Bindon Blood Stoney, einem Assistenten von William Parsons, entdeckt.